# Гарібальді (Орегон)
Гарібальді (англ. Garibaldi) — місто (англ. city) в США, в окрузі Тілламук штату Орегон. Населення — 830 осіб (2020).

## Географія
Гарібальді розташоване за координатами 45°33′39″ пн. ш. 123°54′41″ зх. д. / 45.56083° пн. ш. 123.91139° зх. д. (45.560774, -123.911344).  За даними Бюро перепису населення США в 2010 році місто мало площу 3,54 км², з яких 2,55 км² — суходіл та 0,99 км² — водойми.

## Демографія
Згідно з переписом 2010 року, у місті мешкало 779 осіб у 384 домогосподарствах у складі 222 родин. Густота населення становила 220 осіб/км².  Було 524 помешкання (148/км²).
Расовий склад населення:
| - 94,7 % — білих - 0,9 % — азіатів - 0,8 % — корінних американців - 0,1 % — чорних або афроамериканців |

До двох чи більше рас належало 3,3 %. Частка іспаномовних становила 3,5 % від усіх жителів.
За віковим діапазоном населення розподілялося таким чином: 12,5 % — особи молодші 18 років, 59,4 % — особи у віці 18—64 років, 28,1 % — особи у віці 65 років та старші. Медіана віку мешканця становила 55,1 року. На 100 осіб жіночої статі у місті припадало 102,3 чоловіків;  на 100 жінок у віці від 18 років та старших — 100,0 чоловіків також старших 18 років.
Середній дохід на одне домашнє господарство  становив 47 934 долари США (медіана — 36 429), а середній дохід на одну сім'ю — 55 077 доларів (медіана — 43 750). Медіана доходів становила 40 607 доларів для чоловіків та 34 167 доларів для жінок. За межею бідності перебувало 18,0 % осіб, у тому числі 37,6 % дітей у віці до 18 років та 4,0 % осіб у віці 65 років та старших.
Цивільне працевлаштоване населення становило 283 особи. Основні галузі зайнятості: освіта, охорона здоров'я та соціальна допомога — 25,1 %, виробництво — 13,1 %, роздрібна торгівля — 10,2 %, публічна адміністрація — 9,2 %.